# Salas Capitulares de Santa María de la Estrella
Las Salas Capitulares de Santa María de la Estrella fueron un edificio de la ciudad española de Albacete ubicado en Villacerrada que albergó la primera sede del Ayuntamiento de Albacete.

## Historia
Las primeras casas consistoriales o casas municipales de Albacete, como se conocía por entonces al ayuntamiento, fueron construidas a principios del siglo XVI y estaban bajo la advocación de Santa María de la Estrella. Estaban situadas en la subida de la plaza Mayor hacia Villacerrada. El edificio también se utilizaba como cárcel. En el siglo XVI se construyó una torre municipal del reloj con campanas y, a finales del mismo, se pintaron las armas reales.
El 1817 el ayuntamiento se trasladó a otro edificio, la Casa Lonja, dado el estado ruinoso en el que se encontraba la primera casa consistorial. Sin embargo, se siguieron celebrando actos institucionales en la misma como los que tuvieron lugar con motivo de la proclamación de Isabel II el 24 de noviembre de 1843. Las Salas Capitulares de Santa María de la Estrella fueron demolidas entre 1861 y 1862.